# Стеван Туцовић
Стеван Туцовић (Гостиље, код Чајетине, 27. децембар 1882 — Београд, 27. јануар 1933), био је један од браће Туцовић, официр Војске Краљевине Србије и Краљевине Југославије, учесник Балканских и Првог светског рата и носилац два Ордена Карађорђеве звезде са мачевима.

## Биографија
Рођен је 27. децембра 1882. године у Гостиљу, у свештеничкој породици Јеврема и Јефимије. Основну школу и шест разреда гимназије завршио је у Ужицу. По узору на старијег брата Владимира, уписао је Нижу школу Војне академије и са 32. класом је успешно завршава у времену 1889—1901. године и добија чин артиљеријског потпоручника. До 1920. године својим радом и заслугама у ратовима брзо напредује до чина пуковника.
У Први балкански рат, 1912. године, ушао је као командир 4. батерије брдског артиљеријског пука првог позива и командовао овом батеријом током балканских ратова. У Првом светском рату током 1914. и 1915. године, командовао је 1. Данглисовом батеријом сво до одласка на Крф, када је по решењу Врховне команде девет месеци заступао команданта Данглисовог дивизиона. На Крфу је 1916. године примио 1. брдску батерију Дринског артиљеријског пука којом је командовао до половине 1917. године. Одлуком Врховне команде 1917. године постављен је за команданта 1. брдског дивизиона Дринског артиљеријског пука, којом је командовао до завршетка рата. Са овим дивизионом 1919. године отишао је у Словенију где је учествовао у борбама против аустроугарских снага у Корушкој све док ова покрајина није ослобођена. У 1920. године је са својом јединицом учествовао у борбама на југословенско-албанској граници против побуњених Арнаута.
У међуратном периоду као артиљеријски пуковник био је од децембра 1920. године командант Дравског артиљеријског пука, од 21. марта 1921. године командант 2. дивизиона тврђавског артиљеријског пука у Баошићу, Бока Которска, од 30. септембра 1921. године на служби у штабу Зетске дивизијске области, од 29. марта 1922. године командант Битољског артиљеријског пука и од 7. августа 1922. године на служби у штабу Битољске дивизијске области. Пензионисан је 30. августа 1923. године, а реактивиран 30. априла 1925. године од када је на служби у штабу Пете армијске области. Поново је пензионисан 4. маја 1927. године.
Био је ожењен Милевом, кћерком Арсе Стајића, трговца из Врања. У браку нису имали деце, супруга му је млада преминула, 1921. године. Умро је у Београду, 1933. године.

## Ратни дневник
Стеван је писао Ратни дневник од 1915. до завршетка рата 1918. године, а посвећен је рано преминулој супрузи Мири и погинулом брату Димитрију. Из дана у дан, брижљиво, он је бележио све важније догађаје и борбе које је српска војска водила при одступању, трудећи се да пренесе што вернију слику српског повлачења и преласка преко Црне Горе и Албаније. Оно што се мало зна јесте како је српска војска била третирана од стране једног дела црногорског становништва.

## Одликовања и споменице
- Орден Карађорђеве звезде са мачевима  реда
- Орден Карађорђеве звезде са мачевима  реда
- Сребрна Медаља за храброст Милош Обилић
- Сребрна Медаља за храброст Милош Обилић
- Споменица за рат са Турском 1912.
- Споменица за рат са Бугарском 1913.
- Орден Белог орла  реда
- Орден Белог орла  реда
- Споменица Краља Петра
- Споменица за ослобођење и уједињење 1914/1918.
- Албанска споменица
- Италијански Орден